# Villasur
Villasur es una localidad y también una pedanía del municipio de Saldaña situada en la provincia de Palencia, comunidad autónoma de Castilla y León (España).

## Datos básicos
- Altitud: 968 m s. n. m.
- Latitud: 42º 35' N
- Longitud: 04º 41' O
- Código INE: 34157
- Código Postal: 34115

## Demografía
Evolución de la población en el siglo XXI
| Gráfica de evolución demográfica de Villasur entre 2000 y 2021     |
|                                                                    |
| Población de derecho (2000-2021) según el padrón municipal del INE |

## Historia
A la caída del Antiguo Régimen la localidad se constituye en municipio constitucional y que en el censo de 1842 contaba con 14 hogares y 73 vecinos, para posteriormente integrarse en Membrillar.
Desde mediados de la década de 1970, el pueblo forma parte del municipio de Saldaña.